# Афганский кризис
Афганский кризис — конфликт между Российской империей и Британской империей из-за сфер влияния в Центральной Азии, спровоцированный боем на Кушке. Стал кульминацией «Большой игры» этих держав, которая продолжалась с середины XIX века. В ходе афганского кризиса «холодная война» Британии и России едва не переросла в «горячую» фазу.

Карта региона в 1886 году

После того как в марте 1885 года русские войска вошли в непосредственное соприкосновение с афганскими войсками близ Пенджде, британское правительство потребовало, чтобы при предстоявшем разграничении Россия отдала Афганистану захваченный ею Пенджде и некоторые туркменские территории. Россия ответила отказом, мотивировав это тем, что туркменские земли заселены преимущественно туркменами и никогда не принадлежали Афганистану.
В результате вмешательства в русско-афганские отношения британцы создали в регионе напряжённую обстановку. И отношения между Британской империей и Россией, и без того холодные, испортились окончательно. Британские офицеры возглавили афганскую армию и оказали русским сопротивление. На левом берегу реки Кушки завязался бой между русскими и афганскими подразделениями. Во главе афганской армии были британцы.
Афганские войска вскоре отступили, что ударило по престижу британцев в Афганистане. Далее развязывать войну против России афганский эмир не хотел. Александр III, прозванный в народе Миротворцем, также не захотел развивать войну против Афганистана, тем самым ещё больше приближая англо-русскую войну. Обе страны (Россия и Афганистан) списали этот инцидент на случайное пограничное столкновение.